# Zalesnoje (obwód twerski)
Zalesnoje (ros. Залесное) – wieś (dieriewnia) w Rosji, w obwodzie twerskim, w rejonie leśnojskim. W 2021 liczyła 20 mieszkańców.